# Пушкин на берегу Чёрного моря
«Пушкин на берегу Чёрного моря» — картина Ивана Айвазовского, написанная в 1887 году. Хранится в Николаевском художественном музее имени В. В. Верещагина.

## История создания

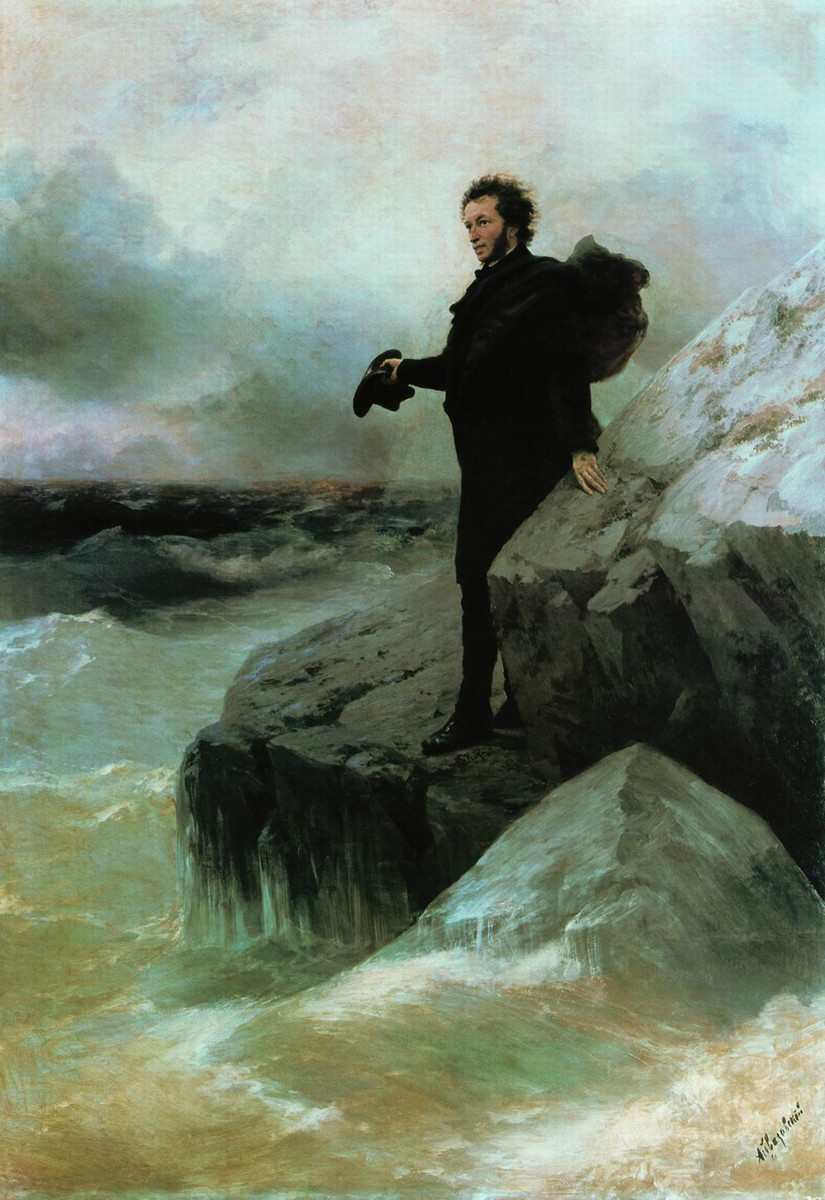
И. К. Айвазовский, И. Е. Репин. «Прощание Пушкина с морем». 1877. Холст, масло. 228 × 157 см. Всероссийский музей А. С. Пушкина, Санкт-Петербург.

В 1836 году на одной из выставок в Санкт-Петербурге юный художник Айвазовский познакомился с Александром Сергеевичем Пушкиным. Айвазовский всегда восхищался творчеством поэта, высоко ценил его талант, а после личной встречи Пушкин стал источником вдохновения для художника. В 1880 году Айвазовский даже создал цикл работ, посвященных Пушкину.
Картину «Пушкин на берегу моря» Айвазовский написал в год пятидесятилетия со дня смерти поэта, как и другую, более известную, картину с изображением поэта — «Прощание Пушкина с морем», которую Айвазовский писал вместе с Репиным. (Репин работал над фигурой поэта, а Айвазовский — над пейзажем).
Обе картины отсылают также к стихотворению Пушкина «К морю».

## История картины после написания
Автор подарил картину Музею Академии художеств, который, в свою очередь, передал её Николаевскому художественному музею имени В. В. Верещагина, где она и находится.
Произведение сильно пострадало во время Великой Отечественной войны, было в ужасном состоянии найдено художником П. П. Степаненко и в 1946 году восстановлено реставратором Невкрытым. Окончательно отреставрировал полотно в 2003 году Н. Ф. Титов.